# Филомер, Лусио
Лусио Алехо Филомер (исп. Lucio Alejo Filomeno род. 8 мая 1980[…], Буэнос-Айрес) — аргентинский футболист.

## Карьера
Лусио начал свою футбольную карьеру в составе футбольного клуба «Нуэва Чикаго», в 1995 году. За 2 года в его составе он провел 32 матча, в которых забил 12 мячей.
В период с 1998 по 1999 года находился в составе итальянский футбольных клубов «Удинезе» «Интернационале», однако не провел не одного матча за основные составы этих команд.
В 2000 году вернулся в Аргентину, где продолжил выступления в футбольном клубе «Сан-Лоренсо де Альмагро». В 2002 году перешел в состав мексиканского ФК «Чьяпас», в составе которого провел 68 матчей, в которых забил 13 мячей.
В 2005 году перешел в состав футбольного клуба «Ди Си Юнайтед» из США. В его составе провел 12 матчей, забил 1 гол. В 2006 году вернулся в родной «Нуэва Чикаго», провел в его составе ещё 23 матча, в которых забил 8 мячей.
После выступлений в Аргентине Лусио переехал в Грецию, где начал выступать за футбольный клуб «Астерас». В 2009 году перешел в состав футбольного клуба «ПАОК».
В 2011 году окончательно вернулся в Аргентину, где за 3 года успел поиграть в 2 клубах: «Атлетико Рафаэла» и «Акасусо».